# Söhne der Nacht
Söhne der Nacht er en tysk stumfilm fra 1921 af Manfred Noa.

## Medvirkende
- Tzwetta Tzatschewa
- Hans Albers
- Ludwig Rex
- Esther Hagan
- Edmund Löwe
- Robert Scholz
- Wolfgang von Schwindt